# Loisy-en-Brie
Loisy-en-Brie es una comuna francesa situado en el departamento de Marne, en la región de Gran Este.

## Demografía
| 189 | 189 | 191 | 197 | 181 | 187 | 180 |
| Para los censos de 1962 a 1999 la población legal corresponde a la población sin duplicidades (Fuente: INSEE [Consultar]) |     |     |     |     |     |     |